# Хасануддин

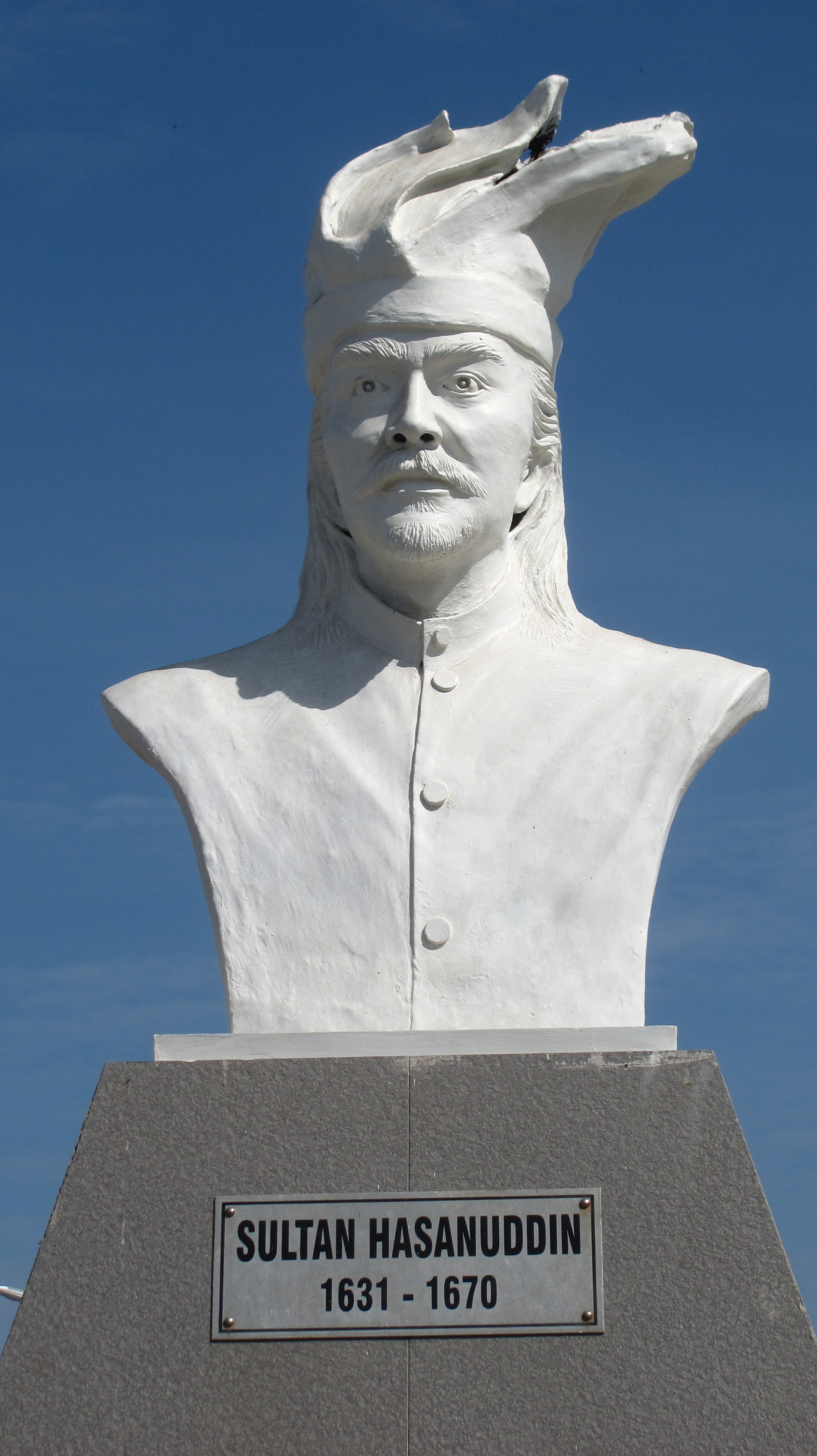
Памятник султану Хасануддину в Макассаре

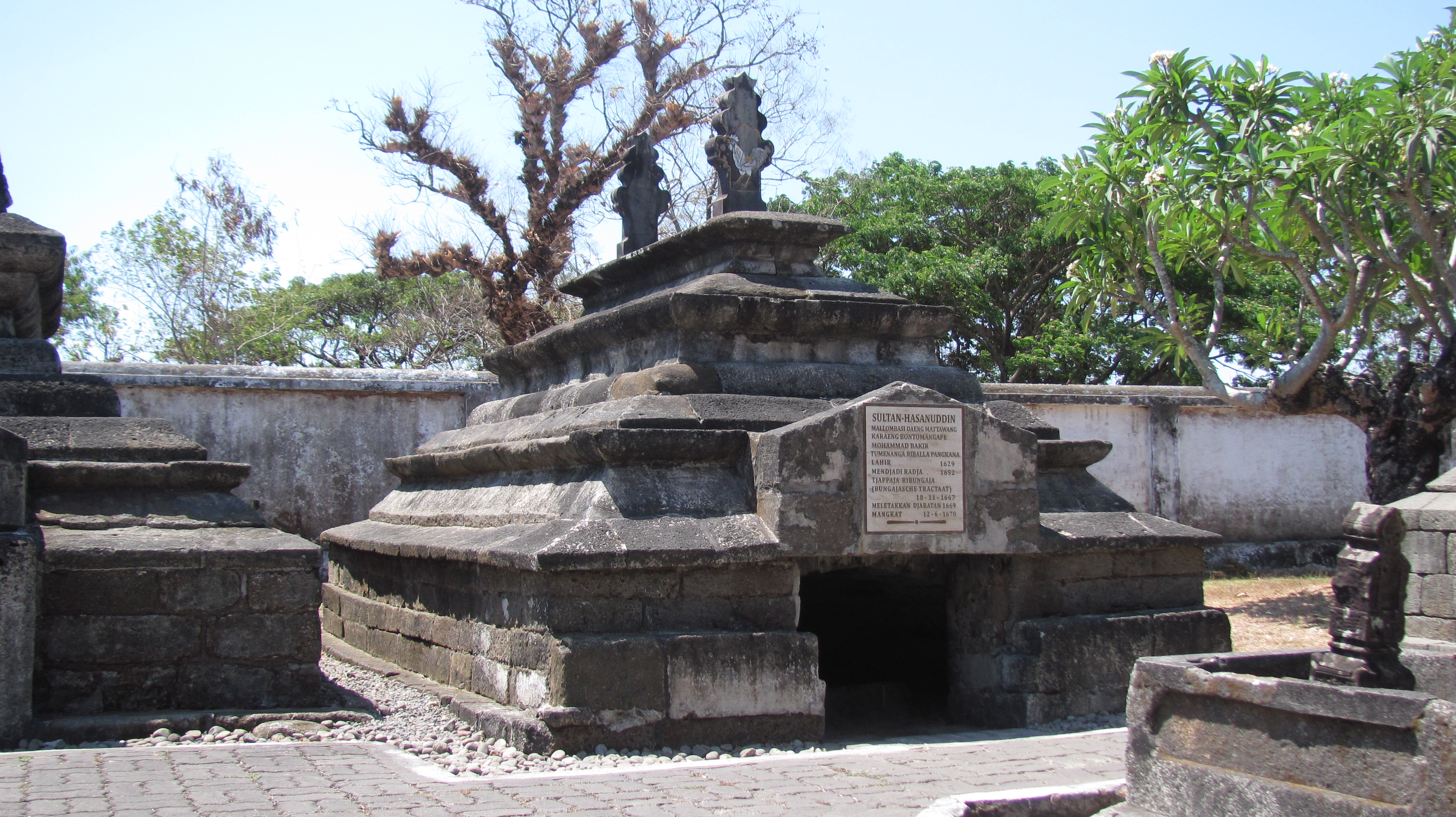
Могила султана Хасануддина близ Макассара

Султан Хасануддин (индон. Sultan Hasanuddin; 12 января 1631 — 12 июня 1670) — 16-й правитель южносулавесийского Султаната Гова-Талло.
Правил, как Сомбая Ри Гова XVI с 1653 по 1669 год. Национальный герой Индонезии.
При его правлением султанат Гова достиг своего апогея после серии завоеваний княжеств вокруг Макассара и земель бугисов, начатых его предшественниками, первыми мусульманскими правителями Говы.
Именно при Хасануддине Султанат Гова вступил в конфликт с Голландской Ост-Индской компанией против монополии, которую голландцы наложили на производство и продажу специй.
На протяжении ряда лет вёл ожесточённую борьбу с Голландской Ост-Индской компанией. За настойчивость и агрессивность в бою Голландцы называли султана Хасануддина «боевым петухом Востока».
Похоронен в 7 км юго-восточнее Макассара. Его могила является одним из немногих монументов, посвящённых правителю, который возвеличил значение королевства Гова в XVII столетии. Снаружи гробницы установлен необычный камень — «Каменное кресло» (Pelantikan Stone), на нём были коронованы все правители королевства Гова.